# William Bradford (peintre)
Pour les articles homonymes, voir William Bradford (homonymie) et Bradford (homonymie).
William Bradford  (1823 - 1892)  né  à Fairhaven,  près de New Bedford dans le  Comté de Bristol, (Massachusetts) est un peintre, explorateur,  photographe et écrivain américain. Il est connu pour ses représentations de navires et ses paysages marins arctiques.

## Biographie
D’origine  quaker et  autodidacte, Bradford se forme en peignant les navires et les vues marines qu'il voyait d’abord le long de la côte du Massachusetts,  puis du Labrador et de la Nouvelle-Écosse. 
Il a participé à plusieurs expéditions dans l'Arctique avec Isaac Israel Hayes et a été le premier peintre américain à représenter les régions gelées du Nord. 
Grâce aux fonds fournis par le mécène  LeGrand Lockwood, Bradford se rendit dans l'Arctique à bord du paquebot «Panther» en 1869, accompagné des photographes John L. Dunmore et George Critcherson. À son retour, Bradford passe deux ans à Londres, où il rédige et publie un récit de ses voyages dans le nord, intitulé The Arctic Regions, « illustré de photographies prises lors d'une expédition artistique au Groenland, avec récit descriptif de l'artiste », (Londres, 1873),.
Ses tableaux ont attiré l'attention par leur nouveauté et leurs effets de couleurs. 
Son Steamer Panther à Melville Bay, sous la lumière du soleil de minuit a été exposé à la Royal Academy de Londres en 1875. 
En 1874, il est élu membre associé de l’Académie américaine de design de New York.
Il est mort dans cette ville le 25 avril 1892. 
Son style a été quelque peu influencé par Albert van Beest, avec lequel il avait  travaillé à Fairhaven pendant un certain temps, mais  si van Beest recherche un effet général, la manière de Bradford est minutieuse  et attentive aux détails. Il est  également  influencé par la manière des artistes du groupe informel de l’école de la Hudson river notamment en ce qui concerne le traitement de la lumière sur l’eau et l’atmosphère générale du tableau ainsi que ses contrastes et sa composition. 

## Gallery

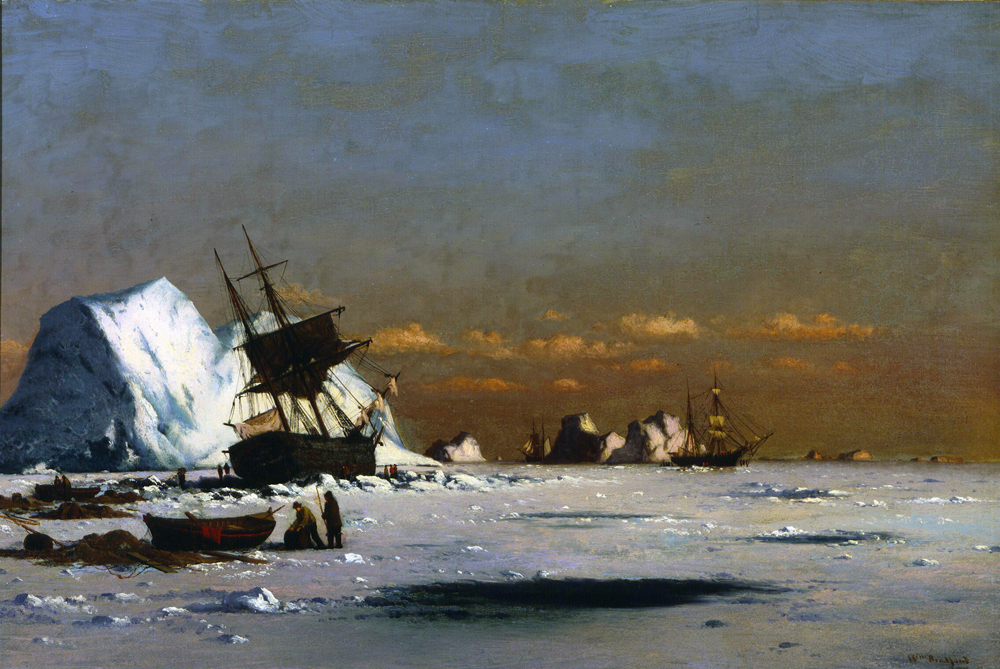
Waiting for the thaw
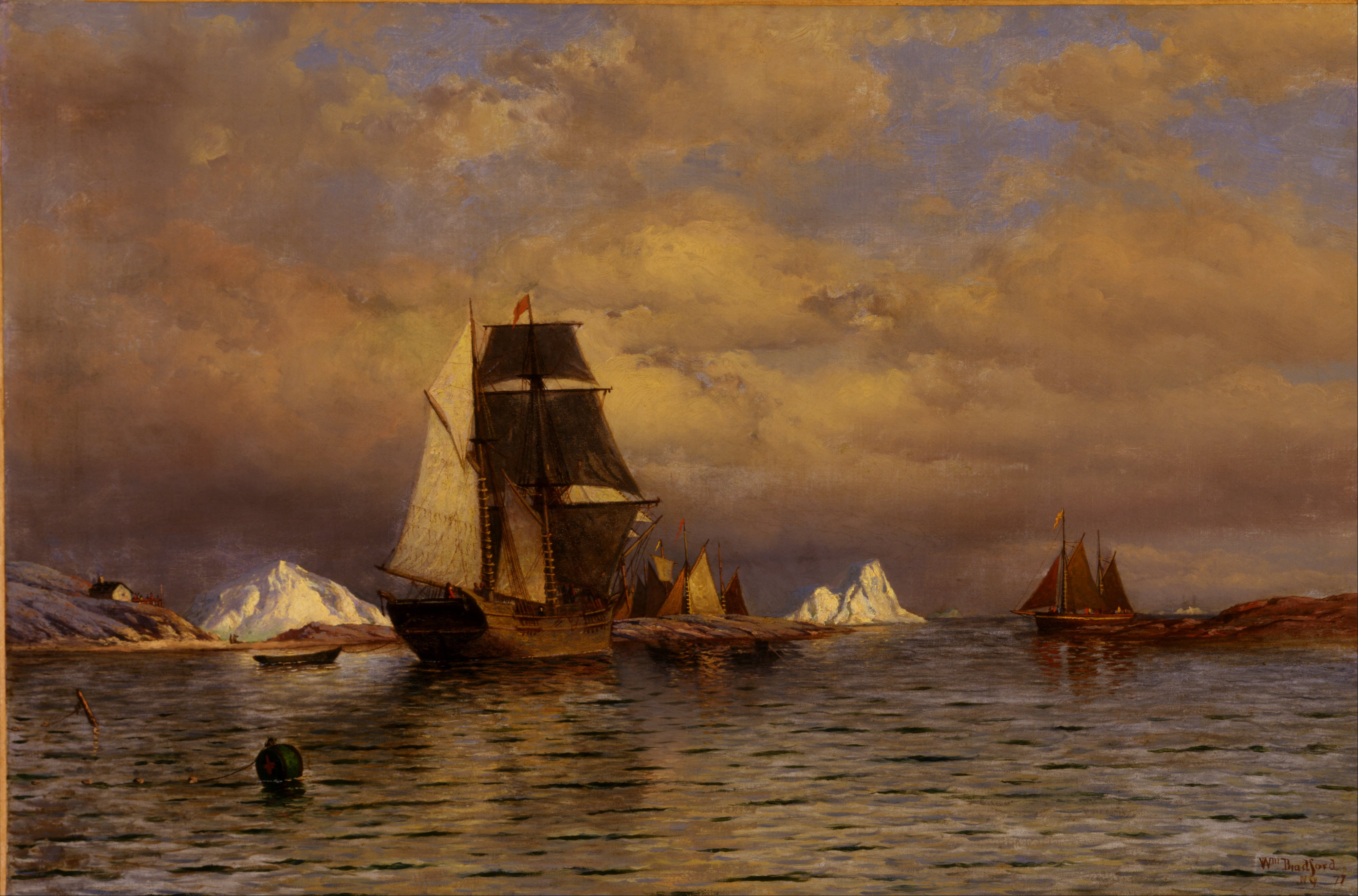
Looking out of Battle Harbor, 1877
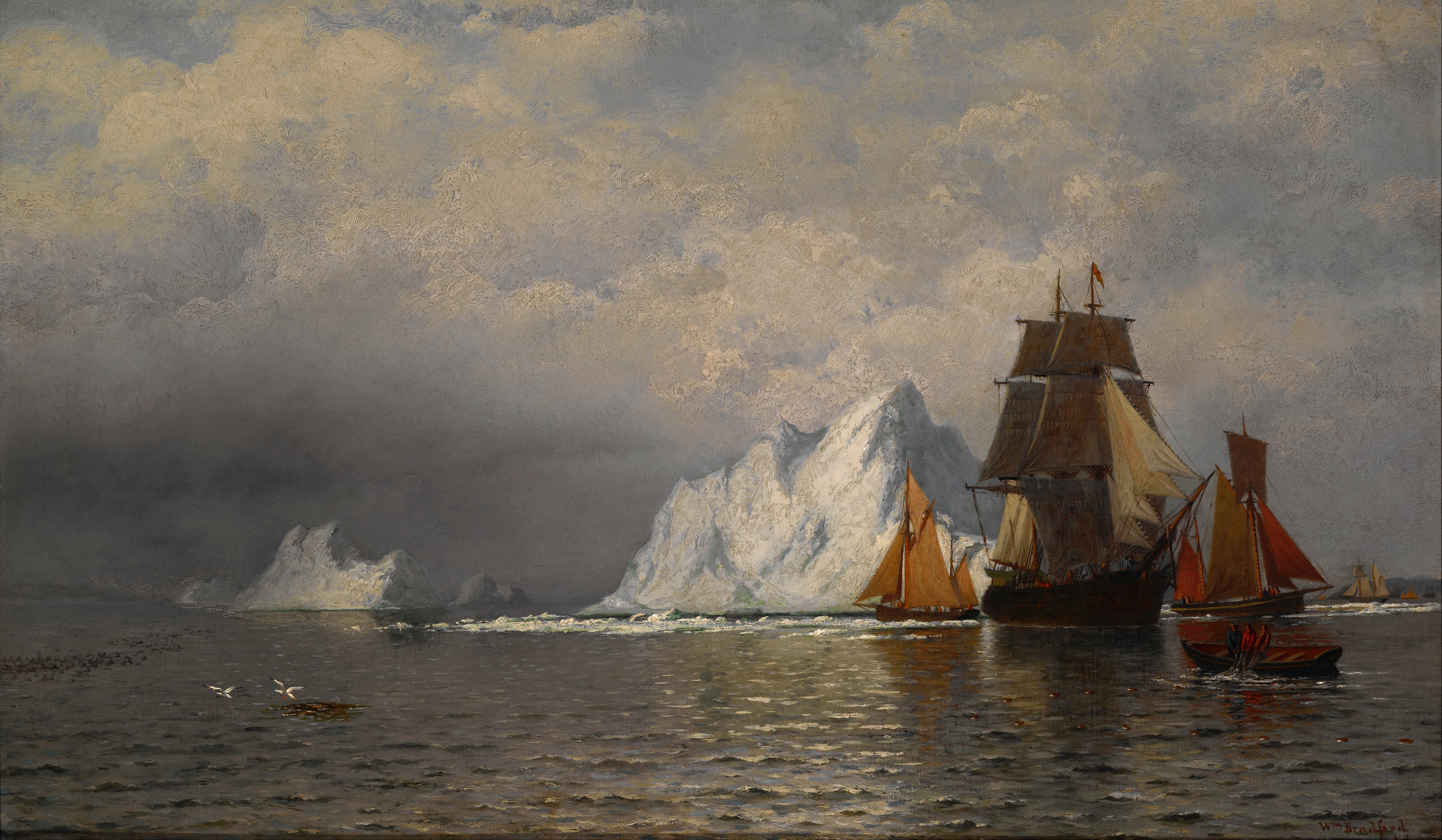
Whaler And Fishing Vessels Near The Coast Of Labrador, c. 1880
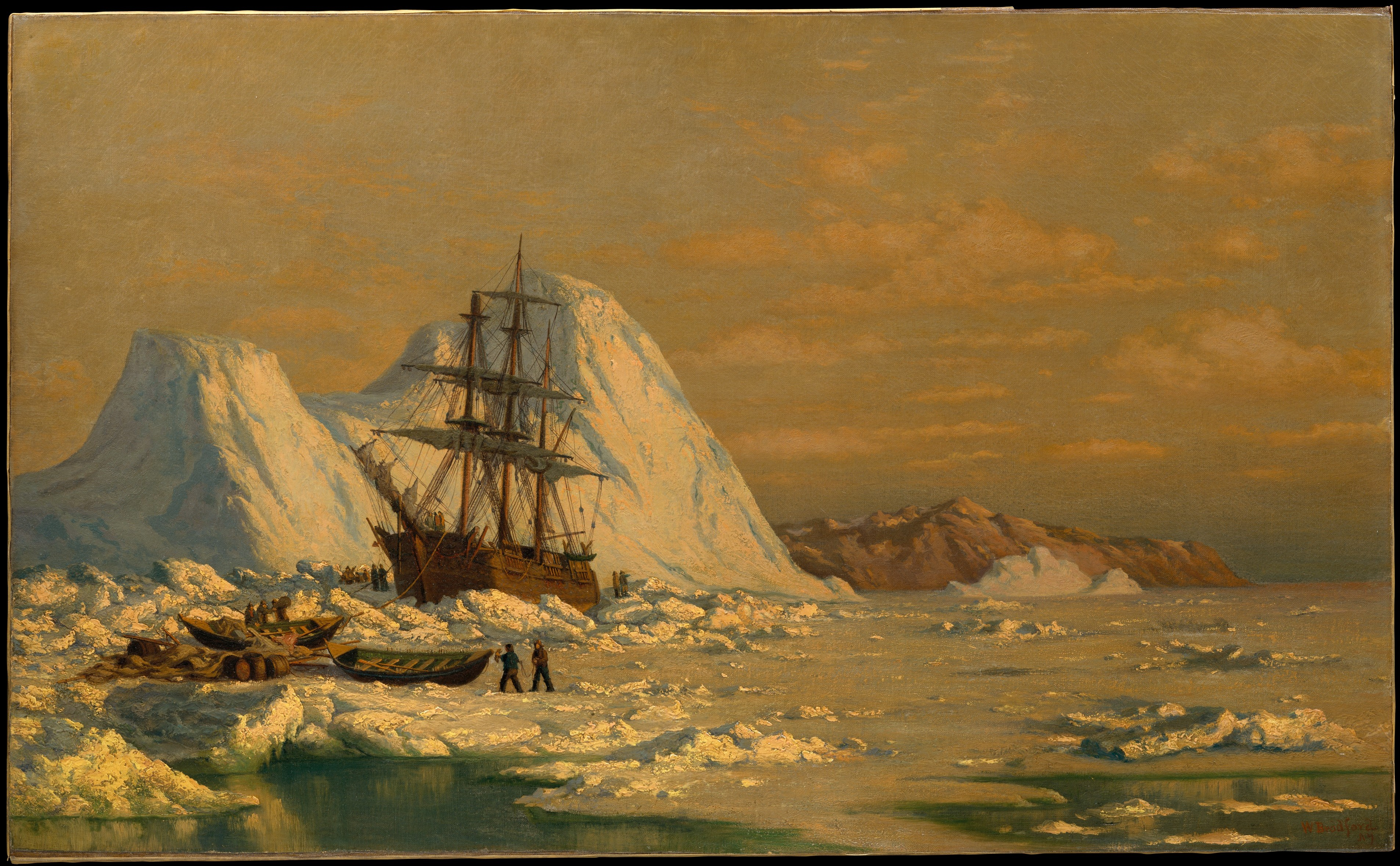
An Incident of Whaling